# 瑪雅里
瑪雅里（布農語），是台灣高雄市那瑪夏區的一里，位於該區中間。現任里長為許利滿。

## 範圍
東與桃源區之復興里、拉芙蘭里及樟山里接壤；西以草蘭溪與嘉義縣大埔鄉為鄰；南以那尼撒羅溪與南沙魯里為界；北以那次蘭溪與達卡努瓦里為界。

## 族群
為傳統的農村，目前人口以布農族為主，及少數的拉阿魯哇族，二戰後遷入的泰雅族也因為不適應當地環境再度北返，只剩下約三、四戶而已。
現居民以布農族居多，拉阿魯哇族次之；另有排灣族、泰雅族、阿美族、漢族等。

## 外部連結
- 那瑪夏區公所 （页面存档备份，存于）